# Hall & Oates
Hall & Oates – amerykański zespół muzyczny, który tworzyli Daryl Hall i John Oates. Jeden z najbardziej popularnych duetów w historii muzyki rozrywkowej, który utworzony został w 1969 roku w Filadelfii. Największe triumfy święcił w latach 80. Duet ma w dorobku ponad 50 milionów sprzedanych płyt, 6 utworów na 1. miejscu amerykańskiej listy przebojów Billboard Hot 100, i 6 platynowych płyt. Hall & Oates wydali w sumie ponad 20 albumów, ostatni „Our Kind of Soul” w 2004 roku.
Najbardziej znanymi ich utworami są: „Maneater”, „Kiss on My List”, „Out of Touch”, „Rich Girl”, „Private Eyes”, „I Can’t Go for That (No Can Do)”, „Family Man”, „So Close”, „Did It in a Minute”.
W kwietniu 2024 roku John Oates powiedział w wywiadzie dla Rolling Stone, że „odszedł” z Hall and Oates i nie jest pewien, czy duet kiedykolwiek ponownie wystąpi razem.

## Dyskografia
- Whole Oats (1972)
- Abandoned Luncheonette (1973)
- War Babies (1974)
- Daryl Hall & John Oates (1975)
- Bigger Than Both of Us (1976)
- Beauty on a Back Street (1977)
- Lifetime (1978)
- Along the Red Ledge (1978)
- X-Static (1979)
- Voices (1980)
- Private Eyes (1981)
- H2O (1982)
- Rock ’n Roll Soul Part 1 (1983)
- Big Bam Boom (1984)
- Live at the Apollo (1985)
- Ooh Yeah! (1988)
- Change of Season (1990)
- Marigold Sky (1997)
- VH1 Behind the Music (2002)
- Do It for Love (2003)
- Our Kind of Soul (2004)
- Home for Christmas (2006)
- The Philadelphia Years – The Definitive Collection of 1968–1971 Hall & Oates Recordings (2006)
- Live at the Troubadour (2008)
- Do What You Want, Be What You Are Tour (2011)